# Označavanje cementa
Označavanjem cementa označava se vrsta cementa, njegova kvaliteta, vrsta sastojaka i uporabljivost.
Osnovna označavanje cementa je po normi HRN EN 197-1 (trenutno važeća norma). U Hrvatskoj su do prije uvođenja HRN EN 197-1 vrijedile stare norma koje su također navedene a u međunarodnoj literaturi se koristi i označavanje prema ASTM (American Society for Testing and Materials)

## Označavanje cementa po normi HRN EN 197-1
| Glavne vrste | Naziv                                                                                                 | Oznaka                                        | Napomena                                        |
| CEM I        | Portland cement                                                                                       | CEM I                                         |                                                 |
| CEM II       | Portland cement s dodatkom zgure                                                                      | CEM II/A-S CEM II/B-S                         |                                                 |
| CEM II       | Portland cement s dodatkom pucolana                                                                   | CEM II/A-P CEM II/B-P CEM II/A-Q CEM II/B-Q   |                                                 |
| CEM II       | Portland cement s dodatkom SiO2 prašine                                                               | CEM II/A-D                                    |                                                 |
| CEM II       | Portland cement s dodatkom letećeg pepela                                                             | CEM II/A-V CEM II/B-V CEM II/A-W CEM II/B-W   |                                                 |
| CEM II       | Portland cement s dodatkom pečenog škriljevca                                                         | CEM II/A-T CEM II/B-T                         |                                                 |
| CEM II       | Portland cement s dodatkom vapnenca                                                                   | CEM II/A-L CEM II/B-L CEM II/A-LL CEM II/B-LL |                                                 |
| CEM II       | Portland miješani cement (miješani dodatak)                                                           | CEM II/A-M CEM II/B-M                         |                                                 |
| CEM III      | Metalurški cement s 35-65 % zgure Metalurški cement s 66-80 % zgure Metalurški cement s 81-95 % zgure | CEM III/A CEM III/B CEM III/C                 |                                                 |
| CEM IV       | Pucolanski cement s 11-35 % pucolana Pucolanski cement s 36-55 % pucolana                             | CEM IV/A CEM IV/B                             | Mogu se upotrijebiti sve vrste pucolana         |
| CEM V        | Miješani cement s 16-30% zgure i 18-30% pucolana Miješani cement s 31-50% zgure i 31-51 % pucolana    | CEM V/A CEM V/B                               | Mogu se upotrijebiti zgura i pucolani (P, Q, V) |

### Značenje oznaka
Osnovne oznake:
- CEM I – portland cement
- CEM II – portland cement s miješanim dodatkom
- CEM III – cement sa zgurom visokih peći (metalurški cement)
- CEM IV – pucolanski cement
- CEM V – miješani cement

Oznake dodataka:
- S – granulirana zgura (troska) visokih peći
- D – elektrofilterski SiO2 prah (silica fume)
- P – prirodni pucolan
- Q – prirodni pucolan termički obrađen
- V – leteći pepeo pucolanskih svojstava
- W – leteći pepeo pucolanskih i hidrauličnih svojstava
- T – škriljevac pečen na oko 800 stupnjeva Celzijusa
- LL – vapnenac s najviše 0,20 % ugljika organskog porijekla
- L – vapnenac s najviše 0,50 % ugljika organskog porijekla
- M – mješavina dodataka

Svi cementi mogu sadržavati do 5% drugih mineralnih dodataka. Postoci se računaju od ukupne mase cementa uključujući i gips.
Oznake količine dodataka:
Miješani portland cement se proizvodi s dvije standardne količine dodatka a oznake su:
- A – portland cement s 6 -20 % dodatka
- B – portland cement s 21-35 % dodatka

Oznake klase cementa:
Klase cementa su 32,5, 42,5 i 52,5 MPa
Oznake brzine prirasta čvrstoće:
- N – normalna čvrstoća
- R – visoka rana čvrstoća – minimalna čvrstoća na pritisak koju cement mora postići nakon dva dana.

Primjeri oznaka:
- Portland cement EN 197 –CEM I 42,5 R
- Portland cement s vapnencem EN 197 – CEM II/A-L 32,5 N
- Portland miješani cement EN 197 – CEM II/A-M (S-V-L) 32,5 R
- Miješani cement EN 197 – CEM V/A (S-V) 32,5 N

Oznake u zagradama označavaju vrstu miješanih dodataka.

## Oznake prema HRN (stare oznake)
Klase cementa su 25, 35, 45, 55, 65, 75 Mpa
Formula označavanje je A x B – k gdje A označava vrstu cementa, B vrstu dodatka, x količinu dodatka u postocima ukupne mase cementa i k klasu cementa.
Portland cementi
Označavaju se slovima PC a klase su 25, 35, 45, 55 a vrste su
| Naziv                                            | Oznaka       |
| Čisti portland cement                            | PC –k        |
| Portland cement s dodatkom do 15 % zgure         | PC 15 z –k   |
| Portland cement s dodatkom 15-30% zgure          | PC 30 z – k  |
| Portland cement s dodatkom do 15 % pucolana      | PC 15 p – k  |
| Portland cement s dodatkom 15-30 % pucolana      | PC 30 p – k  |
| Portland cement s najviše 15 % miješanog dodatka | PC 15 dz –k  |
| Portland cement s najviše 15 % miješanog dodatka | PC 15 dp - k |
| Portland cement s 15 do 30 % miješanog dodatka   | PC 30 dz – k |
| Portland cement s 15 do 30 % miješanog dodatka   | PC 30 dp - k |

Oznake:
- d – miješani dodatak
- p – pucolan
- z - zgura

Oznake po brzini prirasta čvrstoće:
- S – spori prirast čvrstoće definirana minimalna čvrstoća na pritisak koju cement mora postići kod starosti 3 ili 7 dana
- B – brzi prirast čvrstoće definirana minimalna čvrstoća na pritisak koju cement mora postići kod starosti od 3

Metalurški i pucolanski cementi
Cementi koji osim portland cementnog klinkera sadrže preko 30 % zgure odnosno pucolana, a vrste su:
| Naziv                                 | Oznaka |
| Metalurški cement                     | M–k    |
| Metalurški cement s dodatkom pucolana | Mp – k |
| Pucolanski cement                     | P - k  |

Cementi niske topline hidratacije
Osnovna oznaka je N, klase su 25 i 35, a postoje tri vrste:
- portland (PC) niske topline hidratacije
- metalurški (M) niske topline hidratacije
- pucolanski (P) niske topline hidratacije
Svaka vrsta može biti s jednim ili oba dodatka (zgura, pucolan). Količina svakog dodatka se točno navodi ali nije u granicama kao kod ostalih cemenata.
Primjer: NPC 20z 5p – 35 ili NM 55z – 25
Sulfatno otporni cementi
Nose oznaku S a klase su 25, 35, 45, postoje dvije vrste:
| Naziv                              | Oznaka  |
| Sulfatno otporni portland cement   | SPC – k |
| Sulfatno otporni metalurški cement | SM – k  |

Bijeli cement
Bijeli cement je portland cement bijele boje, označava se s B a klase su 25, 35, 45, 55. Iza oznake klase navodi se oznaka kategorije bjeline A, B ili C. Bjelina se određuje na temelju količine reflektirane svjetlosti od površine uzorka cementa, najčistija bijela boja je kategorije A. Cement A ima najmanje 80% bjeline potpuno bijelog barijevog sulfata, cement B 75 % a cement C 70 % te bjeline.
Primjer: BPC – 35 B ili BPC -35 A
Aluminatni cement
Označava se s AC a klase su 65 i 75.
Primjer: AC -65

## Označavanje cemanta prema ASTM (American Society for Testing and Materials)
- Tip I – običan odn. normalni cement. Koristi se u situacijama kad se ne traže posebna svojstva koja imaju ostali tipovi cementa. Obično sadrži najmanje 50% C3S i 10% C3A, postiže visoku čvrstoću nakon 28 dana i razvija puno topline.
- Tip II – cement opće namjene. Ima najširu primjenu u građevinarstvu, gotovo za većinu radova. Obično sadrži podjednaku količinu C3S i C2S te maksimalno 8%C3A
- Tip III – cement visoke početne čvrstoće. Koristi se u situacijama gdje su potrebne visoke čvrstoće nakon tri dana. Obično sadrži najmanje 60% C3S i do 15 % C3A
- Tip IV – cement niske topline hidratacije. Koristi se kod masivnih građevina. Uglavnom se proizvodi po narudžbi. Sadržava do 60 % C2S i što manje moguće C3S i C3A.
- Tip V – sulfatno otporni cement. Koristi se za na mjestima koji su u stalnom kontaktu s vodama koje sadržaju sulfate. Uglavnom se proizvodi po narudžbi. Sadržava najviše 5 % C3A radi sprečavanja stvaranja etringita u očvrslom betonu.